# 저먼 쇼트헤어드 포인터

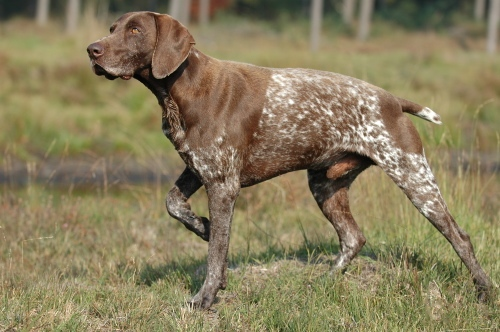
저먼 쇼트헤어드 포인터

저먼 쇼트헤어드 포인터(German Shorthaired Pointer) 또는 도이치 쿠르자르(Deutsch Kurzhaar)는 브라크 유형의 독일 대륙 포인팅견 품종이다. 이 개는 19세기에 지금의 독일에서 유래되었다. 이 개는 중간 크기이며 육지와 물에서 사냥과 회수에 적합한 다목적 총포견이다. 반려견으로 키울 수도 있다.

## 같이 보기
- 저먼 와이어헤어드 포인터